# Ласло Детре
Ласло Детре (угор. Detre László; 18 жовтня 1906 — 15 жовтня 1974) — угорський астроном, член Угорської АН (1973). Народився у місті Сомбатгей. Освіту здобув в університетах Будапешта і Берліна. З 1929 працював в обсерваторії Конколі в Будапешті (з 1943 — директор), в 1963—1968 — професор, завідувач кафедри астрономії Будапештського університету.
Основні наукові праці присвячені дослідженню нестаціонарних зірок. Виконав великі ряди спостережень змінних типу RR Ліри в галактичному полі і в скупченнях. Особливу увагу приділяв проблемам нестабільності періодів і форми кривих блиску цих зірок, встановив у них існування залежності між змінами магнітного поля і вторинними змінами в кривій блиску. Ці дослідження мали велике значення для розробки Пульсаційної теорії зоряної змінності. Низка робіт Детре із зоряної астрономії присвячена просторовому розподілу зірок. Ініціатор створення астрофізичної обсерваторії в горах Матра. Заснував «Інформаційний бюлетень зі змінних зірок» Міжнародного астрономічного союзу і був його редактором (з 1961). Президент Комісії N 27 «Змінні зірки» Міжнародного астрономічного союзу (1967—1970). Державна премія Угорської Народної Республіки (1970).